# حكام كأس العالم
هذه مقالة مختصة بالحكام الدوليين الذي شاركوا في تحكيم مباريات كأس العالم لكرة القدم.

## نبدة عامة

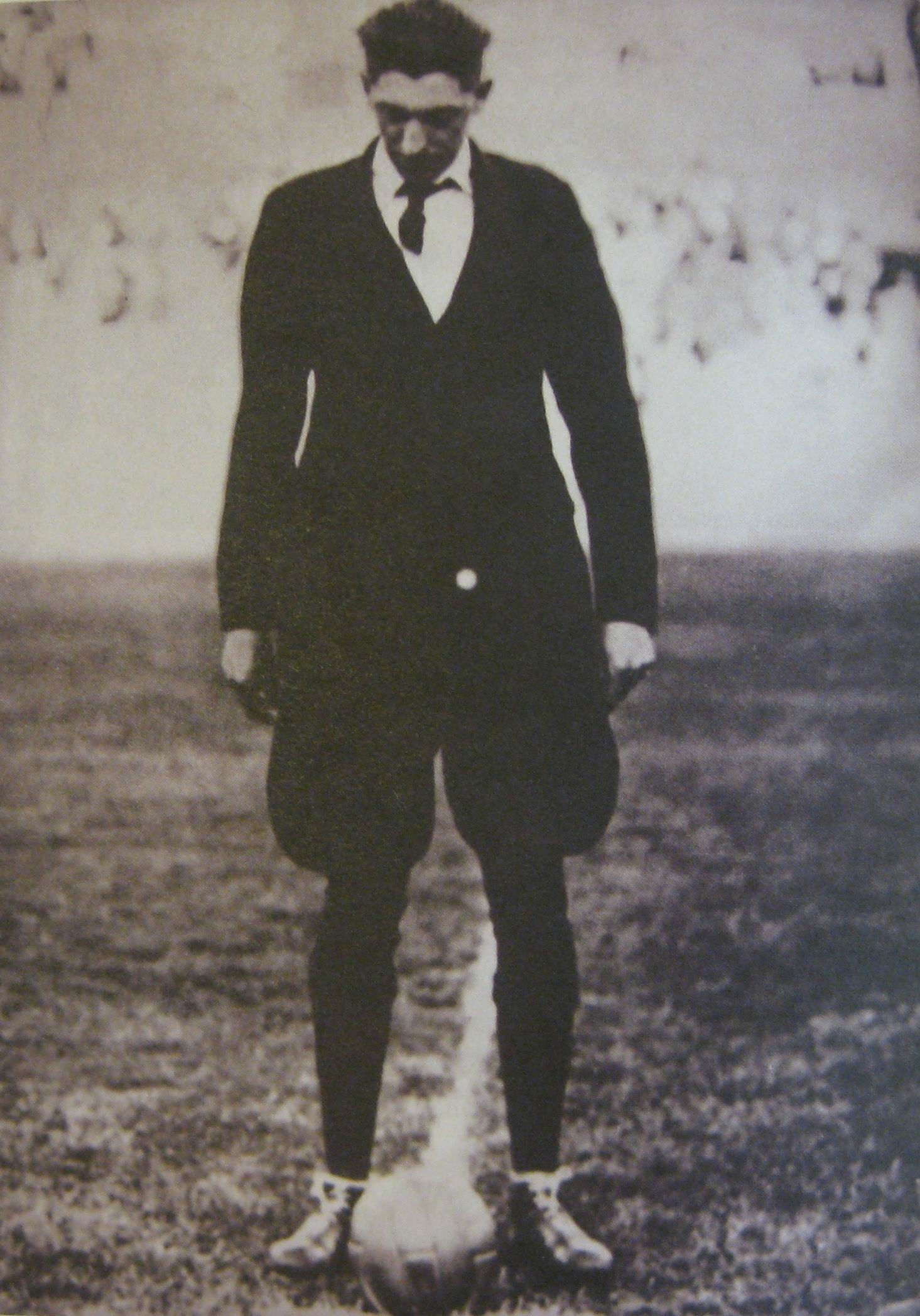
الحكم البلجيكي جون لانجينيس أول حكم لنهائي كأس العالم، عندما حكم نهائي كأس العالم 1930 بين منتخبي الأرجنتين والأوروغواي.

في بدايات كأس العالم كان التحكيم صعباً جداً، وعادة ما يلقى انتقادات من المنافسين، بسبب عدم وجود قوانين واضحة وبسبب تفسير المختلف للقوانين من قبل الحكام. ففي بطولة كأس العالم 1930 كان للحكم الحق في استبعاد لاعبين فقط، ففي مباراة تشيليل والأرجنتين، صرح الحكم البلجيكي جون لانجينيس :«أود أن استبعد 22 لاعباً»، بسبب العنف التي شهدتها المباراة. حدث تغييرات عديدة في تاريخ كأس العالم، ففي عام كأس العالم 1938 تم وضع أرقام اللاعبين على القمصان، وسمح باستبدال اللاعب المصاب.
كانت البطاقات الحمراء والصفراء تعطى شفهياً، ففي بطولة كأس العالم 1966، خسر الأرجنتين من المنتخب الإنجليزي بنتيجة 1-0، في مباراة شهدت جدلاً تحكيمياً عندما سجل الإنجليزي جيوف هورست هدفاً لبلاده من وضعية التسلل، بعدها طرد الحكم قائد الأرجنتين أنطونيو راتين بعدما تلفظ بألفاظ باللغة الإسبانية، في حين الحكم الألماني الذي كان يقود اللقاء كان لا يتكلم بالإنجليزية، فقرر الحكم طرده بسبب تعابيير وجهه التي استنتج من خلالها على سوء تصرف اللاعب. بينما صرح أنطونيو راتين أنه طلب من الحكم الإتيان بمترجم ليترجم لنا ما تقوله. وبسبب تلك الحادثة، أقر الاتحاد الدولي لكرة القدم استخدام البطاقتين الصفراء والحمراء. بعد أن كانت في السابق شفهيًا.

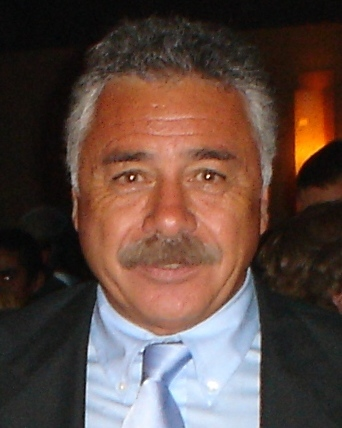
التشيلي كارلوس كازالي أول لاعب يُطرَد بالبطاقة الحمراء بتاريخ كأس العالم.

من جهة أخرى، كانت ولا زالت بعض القرارات في بطولات كأس العالم محل جدل ونقاش إلى يومنا هذا، ففي كأس العالم 1966 سجل لاعب المنتخب المنتخب الإنجليزي جيوف هورست هدفاً من وضعية التسلل على الأرجنتين وانتهى اللقاء بهدف نظيف، أيضا في نفس البطولة وتحديداً في نهائي كأس العالم 1966، بين المنتخبين الإنجليزي والألماني الغربي، وفي بداية الشوط الإضافي الأول سجل جيوف هورست هدفاً إنجليزياً في مرمى حارس المنتخب الألماني، ولكن مساعد الحكم الأذربيجاني توفيق بهراموف أخبر حكم المباراة آنذاك السويسري غوتفرايد دينست أن الكرة قد تجاوزت الخط، وأعلن الحكم عن صحة الهدف الذي سجله جيوف هورست مما أغضب اللاعبين الألمان واحتجوا على القرار. يذكر أن التقنية الحديثة استخدمت لتأكيد صحة الهدف، لكن التحليل أظهر عدم صحة الهدف، حيث لم تتجاوز الكرة كامل محيطها.
كما شهدت بطولة كأس العالم 1970 تطورات عديدة، حيث تم أيضاً السماح بإجراء تبديلين لكل منتخب للمرة الأولى في تاريخ البطولة، فحصلت أول عملية تبديل في 31 مايو 1970 في كأس العالم 1970، عندما خرج اللاعب السوفييتي فيكتور سيريبر ليدخل بدلاً منه زميله اناتولى يوزاتش في مباراة منتخب بلادهما ضد المستضيف المكسيك. كما منح الحكام حق رفع البطاقتين الصفراء والحمراء. بعد أن كانت من قبل شفهيًا، ولم يتم استخدام البطاقة الحمراء في تلك البطولة، بل تم استخدامها لأول مرة في كأس العالم 1974، فدخل لاعب منتخب التشيلي كارلوس كازالي التاريخ، بعدما أشهر الحكم التركي دوغان باباكان البطاقة الحمراء في وجهه، ليصبح أول لاعب يُطرَد بالبطاقة الحمراء في مباراة منتخب بلاده مع منتخب ألمانيا الغربية. بينما دخل لاعب منتخب الاتحاد السوفيتي يفغيني لوفشيف، عندما أصبح أول لاعب يتحصل على البطاقة الصفراء في مباراة منتخب بلاده مع منتخب المكسيك بقيادة الحكم الألماني كورت تشيتشينسر، في بطولة كأس العالم 1970. واستمر مسلسل الأخطاء التحكيمية، ففي مباراة قبل النهائي من بطولة كأس العالم 1986 عندما سجل مارادونا هدف التقدم بمنتخب بلاده بيده في مرمى الحارس الإنجليزي بيتر شيلتون وسط اعتراضات إنجليزية لم يلقى الحكم التونسي علي بن ناصر لها بالاً محتسباً الهدف.

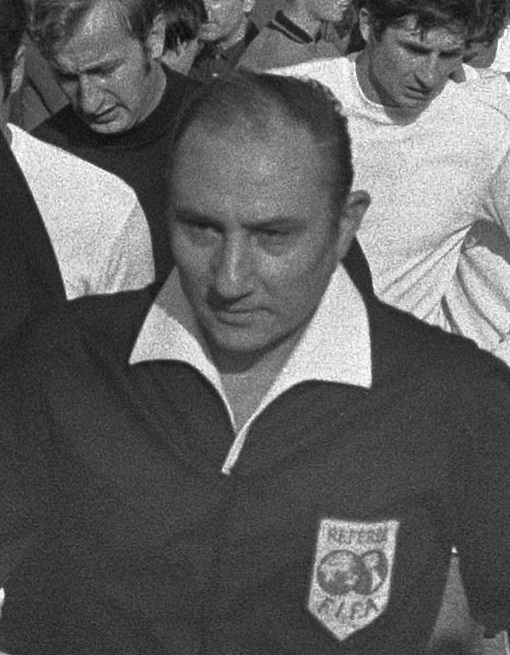
الحكم التركي دوغان باباكان أول من أشهر البطاقة الحمراء في تاريخ كأس العالم بوجه اللاعب التشيلي كأس العالم 2018 في المباراة الإفتتاحية ضد المنتخب الألماني في كأس العالم 1974.

بطولة كأس العالم 1990 حصل فيها العديد من التغييرات فبعد بطولة كأس العالم 1990 والتي اعتبرها الكثير من أكثر البطولات مللاً بسبب انخفاض معدل إحراز الأهداف بشكل ملحوظ، حيث بلغ 2.21 وهو الأقل منذ بداية بطولة كأس العالم. علاوة على ذلك كثرة استخدام البطاقات الحمراء، قام الاتحاد الدولي لكرة القدم بمنح الفائز 3 نقاط عضواً عن نقطتين، كما تم تغيير قانون إعادة الكرة إلى حارس المرمى وذلك بمنع قيام الحارس بالإمساك بالكرة في حال تم إرجاعها من زميله في الفريق، وتم تطبيق تلك التغييرات بدءًا من كأس العالم 1994.
وفي كأس العالم 2002 حدد الاتحاد الدولي لكرة القدم عدد لاعبي المنتخبات بواقع 23 لاعباً منهم 3 حراس مرمى، ويحق لكل منتخب أن يقوم بتبديل أي لاعب أصيب إصابة بالغة بشرط أن بكون أخر موعد للتبديل هو 24 ساعة قبل أول مباراة للمنتخب في البطولة. أيضاً في كأس العالم 2006، تلقى جوسيب سيمونيتش لاعب المنتخب الكرواتي 3 بطاقات صفراء في مباراة واحدة (في الدقيقة 61', 90', 93+') من الحكم غراهام بول في مباراة منتخب كرواتيا ضد منتخب أستراليا قبل أن يُطرد في الدقيقة 90، لكن الفيفا غير التقرير ليشمل فقط بطاقتين في الدقيقة 61 و93.
شهد كأس العالم 2014 العديد من التغييرات المهمة، أولها إجبار الاتحاد الدولي لكرة القدم المنتخبات على مصافحة لاعبي الفريقين على بعضهم البعض وعلى الحكام، مع الاهتمام باللعب النظيف، ثم السماح باستخدام تقنية خطّ المرمى بعد نجاحها في كأس القارات 2013، وتصبح بذلك أول بطولة كأس عالم يتم فيها استخدام تقنية خط المرمى. والهدف من ذلك هو استخدام الخاصية من اجل البت في أي غموض، ما يسهل على الحكم الأساسي والحكام الأربعة المساعدين في اتخاذ القرارات دون خوف من الحاق الظلم بأي طرف كما حدث في بطولات سابقة. أيضاً أقر الاتحاد الدولي لكرة القدم استخدام الرذاذ المتلاشي من قبل الحكام للمرة الأولى في نهائيات كأس العالم. والذي يهدف لمساعدة الحكام في تحديد مكان وقوف حائط الدفاع قبل تسديد الركلات الحرة، حيث يقوم الحكم بتحديد ومن ثم رسم خط على طول المكان الذي يبعد عن مكان تسديد الكرة، أي المكان الذي يسمح عنده بتواجد أقرب مدافع، ويختفي الخط خلال دقيقة بعد ذلك. وفي 16 مارس 2018، وافقت اللجنة التنفيذية للفيفا على استخدام الحكام المساعدين لتقنية الفيديو (VAR) لأول مرة في تاريخ بطولات كأس العالم.
شهد كأس العالم 2018 حدثاً تاريخياً جديداً، حيث تم استخدام تقنية الفار لأول مرة في تاريخ البطولة. أول حالة تحكيمية يلجأ فيها الحكم لاستخدام التقنية كانت من في مباراة فرنسا وأستراليا، حيث تأكد الحكم من وجود مخالفة من اللاعب الأسترالي جوش ريزدون ضد المهاجم الفرنسي أنطوان غريزمان. بينما أول هدف يتم إلغائه باستخدام تقنية الفار كان في مباراة إيران ضد إسبانيا، حيث سجل الإيراني سعيد عزت اللهي هدفاً في الدقيقة 60، لكن بعد الرجوع لتقنية الفيديو، تم إلغاء الهدف بداعي التسلل الذي كان على اللاعب الإيراني رامين رضائيان. كذلك شهدت مباراة كوريا الجنوبية ومنتخب ألمانيا أول حالة تأكيد هدف، بعدما رفع الحكم المساعد رايته معلناً تسلل اللاعب الكوري الجنوبي كيم يونج-جوون، لكن تم إلغاء القرار الحكم المساعد بعد الرجوع لتقنية الفار لتؤكد صحة الهدف.
تعرضت تقنية الفار الحديثة إلى الكثير من الانتقادات، خاصة في مباريات المجموعة ب. ففي مباراة إسبانيا والبرتغال، وضحت الإعادة التلفزيونة عن عدم صحة هدف دييغو كوستا بعدما عرقل البرتغالي بيبي، بيد إن الحكم لم يلجأ تقنية الفار. وفي مباراة إيران ضد البرتغال رفض حكم مباراة الباراغوياني إنريكي كاسيريس استخدام تقنية الفيديو أمام مطالبة لاعبي ومدرب منتخب إيران بركلة جزاء كان سيؤدي احتسابها وتسجيل هدف منها لإقصاء البرتغال وتصدر إيران المجموعة. وفي المباراة الأخرى بين إسبانيا والمغرب، كانت الاعتراضات أكثر صراحة، بعد أن قرر حكم الساحة الأوزبكي رافشان إيرماتوف استخدام تقنية الفار للتأكد من صحة هدف التعادل لمنتخب إسبانيا والذي سُجل في الدقيقة 91 من المباراة، بعد أن رفع الحكم المساعد رايته معلناً عن تسلل، لكن الحكم قرر أن الهدف صحيح. هاجم العديد من اللاعبين والمدربين التقنية، فصرح لاعب المنتخب المغربي نور الدين أمرابط وهو يوجه كلمات للجماهير قائلاً إن تقنية الفيديو عبارة عن «هراء»، فيما اعتبر مدرب منتخب إيران البرتغالي كارلوس كيروش قائلاً إن تقنية الفيديو «لا تمتلك أسس واضحة لاستخدامها».

## حكام المباريات النهائية

### حسب البطولة
| النسخة | الحكم               |    |   |   | حكم مساعد                              | حكم رابع حكم خامس                                  | حكم ال VAR                                                            | ملاحظات                                                                                            |
| ------ | ------------------- | -- | - | - | -------------------------------------- | -------------------------------------------------- | --------------------------------------------------------------------- | -------------------------------------------------------------------------------------------------- |
| 1930   | جون لانغينوس        | -  | - | 0 | أوليسيس ساوسيدو هينري كريستوف          | الحكم الرابع منذ 1994 Reserve لحكم الخامس منذ 2006 | حكام الفيديو المساعدين منذ 2018                                       | ساوسيدو كان أيضا مدرب منتخب بوليفيا لكرة القدم                                                     |
| 1934   | ايفان اكلند         | -  | - | 0 | لويس بآرت ميهالي ايفانسيسيكس           | الحكم الرابع منذ 1994 Reserve لحكم الخامس منذ 2006 | حكام الفيديو المساعدين منذ 2018                                       | |
| 1938   | جورجس كابدفيل       | -  | - | 0 | هانز ووتريتش أوغستين كريست             | الحكم الرابع منذ 1994 Reserve لحكم الخامس منذ 2006 | حكام الفيديو المساعدين منذ 2018                                       | |
| 1950   | جورج ريدر           | -  | - | 0 | آرثر إدوارد إليس جورج ميتشل            | الحكم الرابع منذ 1994 Reserve لحكم الخامس منذ 2006 | حكام الفيديو المساعدين منذ 2018                                       | |
| 1954   | وليام لينغ          | -  | - | 0 | فينتشينزو أورلورني ساندي غريفيث        | الحكم الرابع منذ 1994 Reserve لحكم الخامس منذ 2006 | حكام الفيديو المساعدين منذ 2018                                       | |
| 1958   | ماوريسي جويجي       | -  | - | 0 | ألبرت دوش خوان جارديزابال جاراي        | الحكم الرابع منذ 1994 Reserve لحكم الخامس منذ 2006 | حكام الفيديو المساعدين منذ 2018                                       | |
| 1962   | نيكولاي لاتشيف      | -  | - | 0 | ليو هورن بوب ديفيدسون                  | الحكم الرابع منذ 1994 Reserve لحكم الخامس منذ 2006 | حكام الفيديو المساعدين منذ 2018                                       | |
| 1966   | غوتفرايد دينست      | -  | - | 0 | توفيق بهراموف كارول غالبا              | الحكم الرابع منذ 1994 Reserve لحكم الخامس منذ 2006 | حكام الفيديو المساعدين منذ 2018                                       | كذلك حكم نهائي بطولة أمم أوروبا لكرة القدم 1968                                                    |
| 1970   | رودي غلوكنر         | 2  | 0 | 0 | رودي شورير أنجيل نوربرتو كويريتسا      | الحكم الرابع منذ 1994 Reserve لحكم الخامس منذ 2006 | حكام الفيديو المساعدين منذ 2018                                       | |
| 1974   | جاك تايلور          | 4  | 0 | 0 | رامون باريتو ألفونسو غونزاليز أرشونديا | الحكم الرابع منذ 1994 Reserve لحكم الخامس منذ 2006 | حكام الفيديو المساعدين منذ 2018                                       | |
| 1978   | سيرجيو غونيلا       | 5  | 0 | 0 | رامون باريتو إريك لينيمايير            | الحكم الرابع منذ 1994 Reserve لحكم الخامس منذ 2006 | حكام الفيديو المساعدين منذ 2018                                       | كذلك حكم نهائي بطولة أمم أوروبا لكرة القدم 1976                                                    |
| 1982   | أرنالدو سيزار كويلو | 5  | 0 | 0 | براهام كلاين فويتخ كريستوف             | الحكم الرابع منذ 1994 Reserve لحكم الخامس منذ 2006 | حكام الفيديو المساعدين منذ 2018                                       | الحكم الأول في نهائي من كونميبول، كما أدار نهائيكوبا أمريكا 1979.                                  |
| 1986   | روموالدو أربي فيلهو | 6  | 0 | 0 | بيرني أولوا موريرا إريك فريدريكسون     | الحكم الرابع منذ 1994 Reserve لحكم الخامس منذ 2006 | حكام الفيديو المساعدين منذ 2018                                       | أدار نهائي كوبا أمريكا 1987                                                                        |
| 1990   | إدغاردو كوديسال     | 4  | 1 | 1 | أرماندو بيريز هويوس ميكال ليستكيفيك    |                                                    | حكام الفيديو المساعدين منذ 2018                                       | أول حكم من اتحاد الكونكاكاف                                                                        |
| 1994   | ساندور بوهل         | 4  | 0 | 0 | فينانثيو زاراتي محمد الفناي            | فرانسيسكو أوسكار لامولينا                          | حكام الفيديو المساعدين منذ 2018                                       | |
| 1998   | سعيد بلقولة         | 4  | 1 | 0 | مارك وارن عصمت سالي                    | عبد الرحمن الزيد                                   | حكام الفيديو المساعدين منذ 2018                                       | أول حكم للنهائي من الاتحاد الأفريقي لكرة القدم، كذلك قاد نهائي كأس الأمم الأفريقية لكرة القدم 1998 |
| 2002   | بييرلويجي كولينا    | 2  | 0 | 0 | ليف ليندبرج فيليب شارب                 | هيو دالاس                                          | حكام الفيديو المساعدين منذ 2018                                       | |
| 2006   | هوراسيو إليزوندو    | 4  | 0 | 1 | داريو غارسيا رودولفو أوتيرو            | لويس ميدينا كانتاليخو فيكتوريانو جيرالديز كاراسكو  | حكام الفيديو المساعدين منذ 2018                                       | أصبح أليزوندو أول حكم يحكم المباراة الافتتاحية ونهائي كأس العالم في نفس البطولة.                   |
| 2010   | هاوارد ويب          | 12 | 1 | 0 | دارين كان مايكل مولاركي                | يويتشي نيشيمورا تورو ساجارا                        | حكام الفيديو المساعدين منذ 2018                                       | الحكام الثلاثة هم أنفسهم من قادوا نهائي دوري أبطال أوروبا 2010                                     |
| 2014   | نيكولا ريتزولي      | 4  | 0 | 0 | ريناتو فافراني أندريا ستيفاني          | كارلوس فيرا كريستيان ليسكانو                       | حكام الفيديو المساعدين منذ 2018                                       | |
| 2018   | نيستور بيتانا       | 3  | 0 | 0 | هيرنان مايدانا خوان بابلو بيلاتي       | بيورن كويبرس أوين زينسترا                          | ماسيميليانو إيراتي ماورو فيجليانو كارلوس أستروزا كارديناس داني ماكيلي | |

### حسب البلد
- بعد بطولة نهائي كأس العالم لكرة القدم 2018، تم اختيار الحكام لإدارة المبارايات النهائية من 33 دولة مختلفة.

| الاتحاد           | المجموع | حكم أساسي | حكم مساعد | حكم أساسي مساعد | حكم مساعد احتياطي | حكم VAR | حكم VAR مساعد |
| ----------------- | ------- | --------- | --------- | --------------- | ----------------- | ------- | ------------- |
| الأرجنتين         | 9       | 2         | 5         | 1               | 0                 | 0       | 1             |
| إنجلترا           | 7       | 3         | 4         | 0               | 0                 | 0       | 0             |
| إيطاليا           | 7       | 3         | 3         | 0               | 0                 | 1       | 0             |
| بلجيكا            | 4       | 1         | 3         | 0               | 0                 | 0       | 0             |
| هولندا            | 4       | 0         | 1         | 1               | 1                 | 0       | 1             |
| إسبانيا           | 3       | 0         | 1         | 1               | 1                 | 0       | 0             |
| السويد            | 3       | 1         | 2         | 0               | 0                 | 0       | 0             |
| سويسرا            | 3       | 1         | 2         | 0               | 0                 | 0       | 0             |
| البرازيل          | 2       | 2         | 0         | 0               | 0                 | 0       | 0             |
| تشيكوسلوفاكيا     | 2       | 0         | 2         | 0               | 0                 | 0       | 0             |
| الإكوادور         | 2       | 0         | 0         | 1               | 1                 | 0       | 0             |
| فرنسا             | 2       | 2         | 0         | 0               | 0                 | 0       | 0             |
| المجر             | 2       | 1         | 1         | 0               | 0                 | 0       | 0             |
| اليابان           | 2       | 0         | 0         | 1               | 1                 | 0       | 0             |
| المكسيك           | 2       | 1         | 1         | 0               | 0                 | 0       | 0             |
| اسكتلندا          | 2       | 0         | 1         | 1               | 0                 | 0       | 0             |
| الاتحاد السوفييتي | 2       | 1         | 1         | 0               | 0                 | 0       | 0             |
| الأوروغواي        | 2       | 0         | 2         | 0               | 0                 | 0       | 0             |
| النمسا            | 1       | 0         | 1         | 0               | 0                 | 0       | 0             |
| بوليفيا           | 1       | 0         | 1         | 0               | 0                 | 0       | 0             |
| تشيلي             | 1       | 0         | 0         | 0               | 0                 | 0       | 1             |
| كولومبيا          | 1       | 0         | 1         | 0               | 0                 | 0       | 0             |
| كوستاريكا         | 1       | 0         | 1         | 0               | 0                 | 0       | 0             |
| ألمانيا الشرقية   | 1       | 1         | 0         | 0               | 0                 | 0       | 0             |
| إيران             | 1       | 0         | 1         | 0               | 0                 | 0       | 0             |
| إسرائيل           | 1       | 0         | 1         | 0               | 0                 | 0       | 0             |
| المغرب            | 1       | 1         | 0         | 0               | 0                 | 0       | 0             |
| الباراغواي        | 1       | 0         | 1         | 0               | 0                 | 0       | 0             |
| بولندا            | 1       | 0         | 1         | 0               | 0                 | 0       | 0             |
| السعودية          | 1       | 0         | 0         | 1               | 0                 | 0       | 0             |
| جنوب أفريقيا      | 1       | 0         | 1         | 0               | 0                 | 0       | 0             |
| ويلز              | 1       | 0         | 1         | 0               | 0                 | 0       | 0             |
| ألمانيا الغربية   | 1       | 0         | 1         | 0               | 0                 | 0       | 0             |
| المجموع:          | 75      | 20        | 40        | 7               | 4                 | 1       | 3             |

### حسب الاتحاد
| الاتحاد                       | المجموع | حكم أساسي | حكم مساعد | حكم أساسي مساعد | حكم مساعد احتياطي | حكم VAR | حكم VAR مساعد |
| ----------------------------- | ------- | --------- | --------- | --------------- | ----------------- | ------- | ------------- |
| الاتحاد الأوروبي              | 47      | 14        | 26        | 3               | 2                 | 1       | 1             |
| اتحاد أمريكا الجنوبية         | 19      | 4         | 10        | 2               | 1                 | 0       | 2             |
| الاتحاد الآسيوي               | 4       | 0         | 1         | 2               | 1                 | 0       | 0             |
| اتحاد أمريكا الشمالية والوسطى | 3       | 1         | 2         | 0               | 0                 | 0       | 0             |
| الاتحاد الأفريقي              | 2       | 1         | 1         | 0               | 0                 | 0       | 0             |
| تحاد أوقيانوسيا               | 0       | 0         | 0         | 0               | 0                 | 0       | 0             |
| المجموع:                      | 75      | 20        | 40        | 7               | 4                 | 1       | 3             |

### الملخص والإحصائيات
اعتبارًا من نهائي كأس العالم 2018

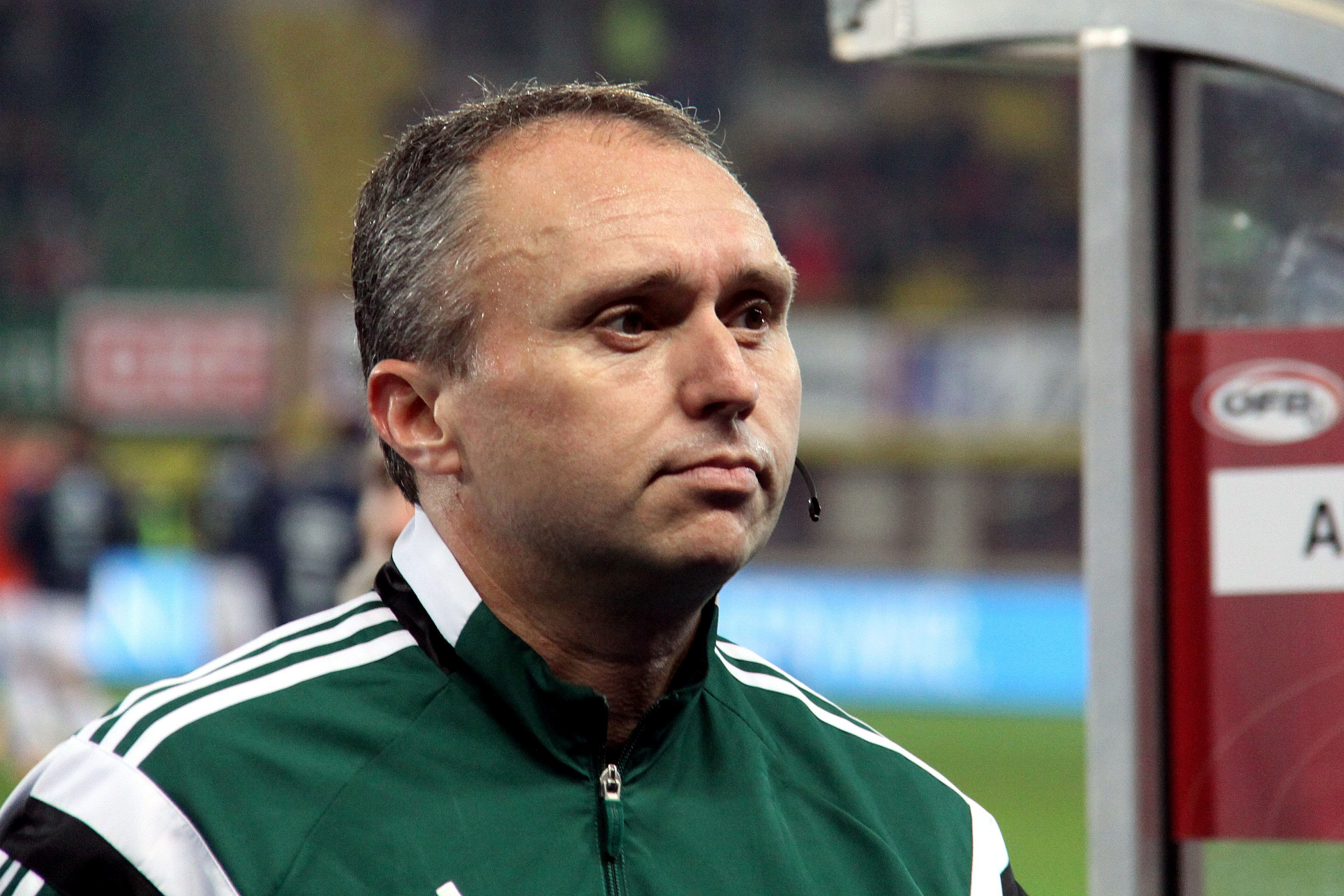
الحكم الإنجليزي دارين كان

- 88٪ من حكام الأساسيين في كأس العالم كانوا ممثلين عن الاتحاد الأوروبي لكرة القدم واتحاد الكونميبول.
- 90٪ من الحكام بشكل عام كانوا ممثلين عن الاتحاد الأوروبي لكرة القدم واتحاد الكونميبول.
- 90٪ من الحكام المساعدين كانوا ممثلين عن الاتحاد الأوروبي لكرة القدم واتحاد الكونميبول.
- 60٪ من الحكام بشكل عام كانوا ممثلين من خمس دول. وهي: الأرجنتين والبرازيل وإنجلترا وفرنسا وإيطاليا.
- لم يسبق لحكم أساسي من الاتحاد الآسيوي لكرة القدم أن حكم نهائي كأس العالم.
- لم يسبق لأي حكم من اتحاد أوقيانوسيا لكرة القدم أن حكم نهائي كأس العالم.
- جميع حكام الأساسيين لـ 18 نهائي كأس العالم (خلال 1934 و 1966) كانوا ممثلين عن الاتحاد الأوروبي لكرة القدم
- ما يقرب من 92.8 ٪ من جميع حكام المباريات النهائية (خلال 2002 حتي 2018) كانوا ممثلين عن الاتحاد الأوروبي لكرة القدم واتحاد الكونميبول.

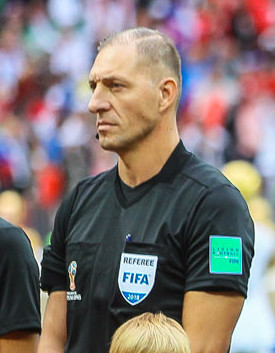
الحكم الأرجنتيني نيستور بيتانا

## قائمة الحكام المشاركين
11 مباراة:
- رافشان إيرماتوف (2010، 2014، 2018)

9 مباريات:
- نيستور بيتانا (2014، 2018)

8 مباريات:
- جويل كوينيو (1986، 1990، 1994)
- بينيتو أرتشونديا (2006، 2010)
- خورخي لاريوندا (2006، 2010)

7 مباريات:
- جون لانغينوس (1930، 1934، 1938)
- ساندي غريفيث (1950، 1954، 1958)
- خوان جارديزابال جاراي (1958، 1962، 1966)
- علي بوجسيم (1994، 1998، 2002)
- كارلوس سيمون (2002، 2006، 2010)
- فرانك دي بليكير (2006، 2010)
- ماركو أنتونيو رودريغيز (2006، 2010، 2014)
- بيورن كويبرس (2014، 2018)

6 مباريات:
- ايفان اكلند (1934، 1938، 1950)
- آرثر إدوارد إليس (1950، 1954، 1958)
- نيكولاي لاتشيف (1958، 1962)
- جمال الشريف (1986، 1990، 1994)
- أرتور بريزيو كارتر (1994، 1998)
- جمال الغندور (1998، 2002)
- أوسكار رويز (2002، 2006، 2010)
- روبيرتو روسيتي (2006، 2010)
- هاوارد ويب (2010، 2014)
- مارك غايغر (2014، 2018)
- ساندرو ريتشي (2014، 2018)
- جنيد جاقر (2014، 2018)

5 مباريات:
- إستفان زسولت (1954، 1958، 1966)
- غوتفرايد دينست (1962، 1966)
- أرتورو ياماساكي مالدونادو (1962، 1966، 1970)
- رامون باريتو (1970، 1974، 1978)
- إبراهام كلاين (حكم كرة قدم) (1970، 1978، 1982)
- نيكولاي راينا (1974، 1978، 1982)
- ميشيل فوترو (1990، 1994)
- بيتر ميكلسن (1990، 1994)
- كورت روثلسبيرغر (1990، 1994)
- ماريو فان در إنده (1994، 1998)
- بييرلويجي كولينا (1998، 2002)
- كيم ميلتون نيلسن (1998، 2002)
- ماركوس ميرك (2002، 2006)
- لوبوش ميخيل (2002، 2006)
- كارلوس باتريس (2002، 2010)
- هوراسيو إليزوندو (2006)
- ميلوراد ماجيتش (2014، 2018)
- ويلمار رولدان (2014، 2018)

4 مباريات:
- رينالدو بارزينا (1934، 1938)
- ريجنالد ليفي (1950، 1958)
- بول واسلنغ (1954، 1958)
- ماوريسي جويجي (1958)
- ألبرت دوش (1958، 1962)
- بيير شوينت (1962، 1966)
- رودولف شورير (1970، 1974)
- جاك تايلور (1970، 1974)
- كارولي بالوتاي (1974، 1978، 1982)
- إريك فريدريكسون (1982، 1986، 1990)
- لويجي أغنولين (1986، 1990)
- جورج كورتني (1986، 1990)
- سيغفيرد كيرستشين (1986، 1990)
- زوران بتروفيتش (1986، 1990)
- خوسيه روبرتو رايت (1990)
- ساندور بوهل (1994)
- خوسيه توريس كادينا (1994)
- هيو دالاس (1998، 2002)
- أورس ماير (1998، 2002)
- فيتور ميلو بيريرا (1998، 2002)
- تورو كاميكاوا (2002، 2006)
- غراهام بول (2002، 2006)
- لويس ميدينا كانتاليخو (2006)
- ماسيمو بوساكا (2006، 2010)
- هيكتور بالداسي (2010)
- فيكتور كاساي (2010)
- جمال حيمودي (2014)
- نيكولا ريتزولي (2014)
- نواف شكر الله (2014، 2018)
- علي رضا فغاني (2018)

3 مباريات:
- يوفاني جاليتي (1950)
- فينسينزو أورلانديني (1954، 1958)
- ليو هورن (1962)
- كورت تسكينسكير (1966، 1970، 1974)
- رودي غلوكنر (1970، 1974)
- فيتال لوراكس (1970، 1974)
- أنجل كوريريتسا (1970، 1978)
- إريك لينيمايير (1974، 1978)
- كلايف توماس (1974، 1978)
- أرنالدو سيزار كويلو (1978، 1982)
- تشارلز كورفر (1978، 1982)
- أنتونيو غاريدو (1978، 1982)
- أليكسي بونيه (1982، 1986)
- خوان دانييل كارديلينهو (1982، 1990)
- روموالدو أربي فيلهو (1986)
- كارلوس سيلفا فالينتي (1986، 1990)
- إدغاردو كوديسال (1990)
- ناجي الجويني (1990، 1994)
- رودريغو باديلا (1994)
- ألبرتو تيجادا نورييغا (1994، 1998)
- سعيد بلقولة (1998)
- خوسيه ماريا غارسيا أراندا (1998)
- إيبيفانيو غونزاليس (1998)
- سعد كميل (2002)
- فيليبي راموس (2002)
- كوفي كودجا (2002، 2006)
- مارك شيلد (2002، 2006)
- كارلوس أماريا (2006)
- فالنتين إيفانوف (حكم كرة قدم) (2006)
- شامسول مايدين (2006)
- أوليغاريو بنكويرينسا (2010)
- فولفغانغ شتارك (2010)
- ألبرتو أونديانو مايينكو (2010)
- يوناس إريكسون (2014)
- بيدرو بروينسا (2014)
- كارلوس فيلاسكو كاربايو (2014)
- بن ويليامز (حكم) (2014)
- جويل أغويلار (2014، 2018)
- فيليكس بريش (2014، 2018)
- أندريس كونيا (2018)
- مالانغ دييديو (2018)
- سيزار أرتورو راموس (2018)
- جيانلوكا روتشي (2018)
- دامير سكومينا (2018)

## الملاحظات والمراجع
الملاحظات
المراجع
1. ↑  Les hommes en noir {{استشهاد}}: الوسيط غير المعروف |nom1= تم تجاهله يقترح استخدام |last1= (مساعدة) والوسيط غير المعروف |prénom1= تم تجاهله يقترح استخدام |first1= (مساعدة).
2. ↑  "تاريخ كأس العالم .. فرنسا 1938". مؤرشف من الأصل في 14 يوليو 2014. اطلع عليه بتاريخ أغسطس 2020. {{استشهاد ويب}}: تحقق من التاريخ في: |تاريخ الوصول= (مساعدة)
3. ↑  La fabuleuse histoire de la coupe du monde، ISBN:2-915586-38-1 {{استشهاد}}: الوسيط غير المعروف |consulté le= تم تجاهله يقترح استخدام |access-date= (مساعدة)، الوسيط غير المعروف |jour= تم تجاهله (مساعدة)، الوسيط غير المعروف |mois= تم تجاهله يقترح استخدام |date= (مساعدة)، والوسيط غير المعروف |nom1= تم تجاهله يقترح استخدام |last1= (مساعدة)
4. ↑  Mundial de Inglaterra 1966 – EL RATA CONTRA EL MUNDO نسخة محفوظة 09 فبراير 2012 على موقع واي باك مشين.
5. ↑  McLynn، Frank (2 أكتوبر 2005). "Heroes and villains: Sir Alf Ramsey". The Observer. مؤرشف من الأصل في 2008-01-22. اطلع عليه بتاريخ 2006-05-06.
6. ↑  Rattín live interview on the Fox Sport Latin America channel on 30-3-2007
7. ↑  تاريخ كأس العالم مع جول.كوم: إنجلترا 1966 - Goal.com نسخة محفوظة 1 سبتمبر 2018 على موقع واي باك مشين.
8. ↑  "نسخة مؤرشفة". مؤرشف من الأصل في 2008-01-26. اطلع عليه بتاريخ 2018-12-25.{{استشهاد ويب}}:  صيانة الاستشهاد: BOT: original URL status unknown (link)
9. ↑  "Team Spirit Gains England the cup". Glasgow Herald (Page 4). 1 أغسطس 1966. مؤرشف من الأصل في 2016-03-12. اطلع عليه بتاريخ 2014-04-30.
10. ↑  منتديات كووورة نسخة محفوظة 19 سبتمبر 2015 على موقع واي باك مشين.
11. ↑  Records and firsts in World Cup history - Bayern Central نسخة محفوظة 26 يونيو 2014 على موقع واي باك مشين.
12. ↑  "قصة أول بطاقة حمراء في تاريخ المونديال | Medi1". مؤرشف من الأصل في 2020-05-14. اطلع عليه بتاريخ 2020-09-15.
13. ↑  World Cup records and notables: Hakan’s record still unbroken نسخة محفوظة 15 فبراير 2015 على موقع واي باك مشين.
14. ↑  Wells، Tom (31 يناير 2008). "Maradona: I hold my hands up". ذا صن. London. مؤرشف من الأصل في 2016-03-03. اطلع عليه بتاريخ 2012-04-10.
15. ↑  مقال (عدل | نقاش | تاريخ | وصلات | راقب | سجل)
16. ↑  Raphaël Cancé, Jérémi Montornes, Benoît Ourliac, « Zoom sur l’économie allemande : l’Allemagne se qualifie pour la reprise », Insee
17. ↑  "Deadline for submitting list of 23 players remains 15 May 2006". FIFA.com. 16 مارس 2006. مؤرشف من الأصل في 2014-02-01. اطلع عليه بتاريخ 2008-03-28.
18. ↑  "Croatia 2–2 Australia". BBC Sport. 22 يونيو 2006. مؤرشف من الأصل في 2006-06-26. اطلع عليه بتاريخ 2006-07-04.
19. ↑  Valcke: GLT is a kind of revolution FIFA.com. Retrieved 19 February 2013 نسخة محفوظة 05 يونيو 2015 على موقع واي باك مشين.
20. ↑  FIFA says goal-line technology will be used at 2014 World Cup NDTVSports. Retrieved 19 فبراير 2013 نسخة محفوظة 22 فبراير 2013 على موقع واي باك مشين.
21. ↑  "FIFA Council decides on key steps for the future of international competitions". FIFA.com. 16 مارس 2018. مؤرشف من الأصل في 2018-03-31.
22. ↑  Atkinson، Guy (16 يونيو 2018). "Historic Griezmann goal and Pogba secure slender win". Goal.com. مؤرشف من الأصل في 2018-06-20.
23. ↑  World Cup 2018: History as France score World Cup's first VAR goal – BBC Sport نسخة محفوظة 21 يوليو 2018 على موقع واي باك مشين.
24. ↑  Atkinson، Guy (20 يونيو 2018). "Costa goal breaks stubborn resistance". Goal.com. مؤرشف من الأصل في 2018-07-04.
25. ↑  "Costa on target to give Spain victory". FIFA.com. 20 June 2018. مؤرشف من الأصل في 11 يونيو 2019. اطلع عليه بتاريخ أكتوبر 2020. {{استشهاد ويب}}: تحقق من التاريخ في: |تاريخ الوصول= (مساعدة)
26. ↑  صافرة آس| ألمانيا وكوريا.. تدخل إيجابي لـ«الفار» نسخة محفوظة 15 يوليو 2018 على موقع واي باك مشين.
27. ↑  Creek، Stephen (27 يونيو 2018). "Defending champions crash out after Kazan collapse". Goal.com. مؤرشف من الأصل في 2018-06-27.
28. ↑  تقنية الفار...المنتخب المغربي أكبر المتضررين نسخة محفوظة 3 يوليو 2018 على موقع واي باك مشين.
29. ↑  الصحافة الإسبانية تعترف: "الفار" من ساعد "لاروخا" في الصعود و"الأسود" يستحقون الأكثر نسخة محفوظة 17 ديسمبر 2019 على موقع واي باك مشين.
30. ↑  World Cup 2018: History made with first penalty awarded by VAR during France vs Australia | The Independent نسخة محفوظة 12 مايو 2019 على موقع واي باك مشين.
31. ↑  Walker، Shaun (25 يونيو 2018). "Iran close to stunning Portugal but Quaresma goal is enough". The Guardian. مؤرشف من الأصل في 2019-07-03.
32. ↑  "Portugal survive with dramatic draw". FIFA.com. 25 June 2018. مؤرشف من الأصل في 10 يونيو 2019. اطلع عليه بتاريخ أكتوبر 2020. {{استشهاد ويب}}: تحقق من التاريخ في: |تاريخ الوصول= (مساعدة)
33. ↑  Ridge، Patric (25 يونيو 2018). "Santos' men survive late Saransk scare after Ronaldo penalty miss". Goal.com. مؤرشف من الأصل في 2018-07-29.
34. ↑  "Spain top group after thrilling finale". FIFA.com. 25 June 2018. مؤرشف من الأصل في 9 يونيو 2019. اطلع عليه بتاريخ أكتوبر 2020. {{استشهاد ويب}}: تحقق من التاريخ في: |تاريخ الوصول= (مساعدة)
35. ↑  Smith، Jamie (25 يونيو 2018). "Spain tops group despite dramatic draw". Goal.com. مؤرشف من الأصل في 2018-08-18.
36. ↑  مونديال روسيا.. تقنية الـVAR فقط للكبار نسخة محفوظة 30 أغسطس 2018 على موقع واي باك مشين.
37. ↑  "Match Report Final 1930". FIFA. مؤرشف من الأصل في 2013-11-01.
38. ↑  "Match Report Final 1934". FIFA. مؤرشف من الأصل في 2009-03-23.
39. ↑  "Match Report Final 1938". FIFA. مؤرشف من الأصل في 2009-01-21.
40. ↑  "Match Report Final 1950". FIFA. مؤرشف من الأصل في 2018-02-01.
41. ↑  "Match Report Final 1954". FIFA. مؤرشف من الأصل في 2012-07-20.
42. ↑  "Match Report Final 1958". FIFA. مؤرشف من الأصل في 2009-02-17.
43. ↑  "Match Report Final 1962". FIFA. مؤرشف من الأصل في 2009-02-17.
44. ↑  "Match Report Final 1966". FIFA. مؤرشف من الأصل في 2009-03-25.
45. ↑  "Match Report Final 1970". FIFA. مؤرشف من الأصل في 2009-01-25.
46. ↑  "Match Report Final 1974". FIFA. مؤرشف من الأصل في 2009-01-26.
47. ↑  "Match Report Final 1978". FIFA. مؤرشف من الأصل في 2009-02-12.
48. ↑  "Match Report Final 1982". FIFA. مؤرشف من الأصل في 2009-01-30.
49. ↑  "Match Report Final 1986". FIFA. مؤرشف من الأصل في 2009-01-29.
50. ↑  "Match Report Final 1990". FIFA. مؤرشف من الأصل في 2018-12-11.
51. ↑  "Match Report Final 1994". FIFA. مؤرشف من الأصل في 2009-02-02.
52. ↑  "Match Report Final 1998". FIFA. مؤرشف من الأصل في 2011-07-21.
53. ↑  "Match Report Final 2002". FIFA. مؤرشف من الأصل في 2009-01-30.
54. ↑  "Match Report Final 2006". FIFA. مؤرشف من الأصل في 2019-02-02.
55. ↑  "Match Report Final 2010". FIFA. مؤرشف من الأصل في 2018-06-13.
56. ↑  "Referee designations: matches 63 - 64". FIFA.com. 8 يوليو 2010. مؤرشف من الأصل في 2014-07-08.
57. ↑  "Nicola Rizzoli to referee Final". FIFA.com. 11 يوليو 2014. مؤرشف من الأصل في 2018-04-04.
58. ↑  "Tactical Line-up – Final – France v Croatia" (PDF). FIFA.com. Fédération Internationale de Football Association. 15 يوليو 2018. مؤرشف من الأصل (PDF) في 2018-09-10. اطلع عليه بتاريخ 2018-07-15.